# Johan Nilvé
Johan Nilvé, född 1977, är en svensk sångare och singer-songwriter från Halmstad. Hans låtar är betraktelser från livet i stort och smått.
Nilvé albumdebuterade 2006 med Drömmarna vi har, utgivet på skivbolaget Halmstad Records. Sången "Älska mer" fanns också med på samlingsalbumet Halmstad greatest. Vol. 1 som gavs ut 2007. Nilvés andra album Vildängel gavs ut 2009, även detta på Halmstad Records.
Jämte sin musikkarriär är Nilvé yrkesverksam som polis.

## Diskografi
- 2006 – Drömmarna vi har
- 2009 – Vildängel
- 2022 – Någon slags lycka